# Greenup, Kentucky
Greenup är en ort i Greenup County i delstaten Kentucky, USA. År 2000 hade orten 1 198 invånare. Den har enligt United States Census Bureau en area på 3,1 km², varav 1,1 km² av det är vatten. Greenrup är administrativ huvudort (county seat) i Greenup County.